# Château de Sakasai
Le château de Sakasai (逆井城, Sakasai-jō) est un château japonais situé à Bandō, dans la préfecture d'Ibaraki. Abandonné à la fin du XVIe siècle, il a été reconstruit en partie au début des années 1990. 

## Histoire
Le château aurait été construit pendant l'ère Kyōtoku (1452-1455) par le clan Sakai. En 1536, le château est pris par le clan Go-Hōjō et il sert de base à ce dernier dans le nord du Kantō. En 1590, Toyotomi Hideyoshi défait le clan Go-Hōjō lors du siège d'Odawara et le château est abandonné.
Dans les années 1980, le site du château a été exploré par des archéologues et dans les années 1990, plusieurs éléments du château ont été reconstruit d'après le résultat des fouilles. Un yagura à 2 étages, une tour de guet et le bâtiment principal ont été reconstitués. Certaines structures proviennent d'autres sites, comme la porte d'entrée qui se trouvait autrefois au château de Sekiyado.

## Galerie

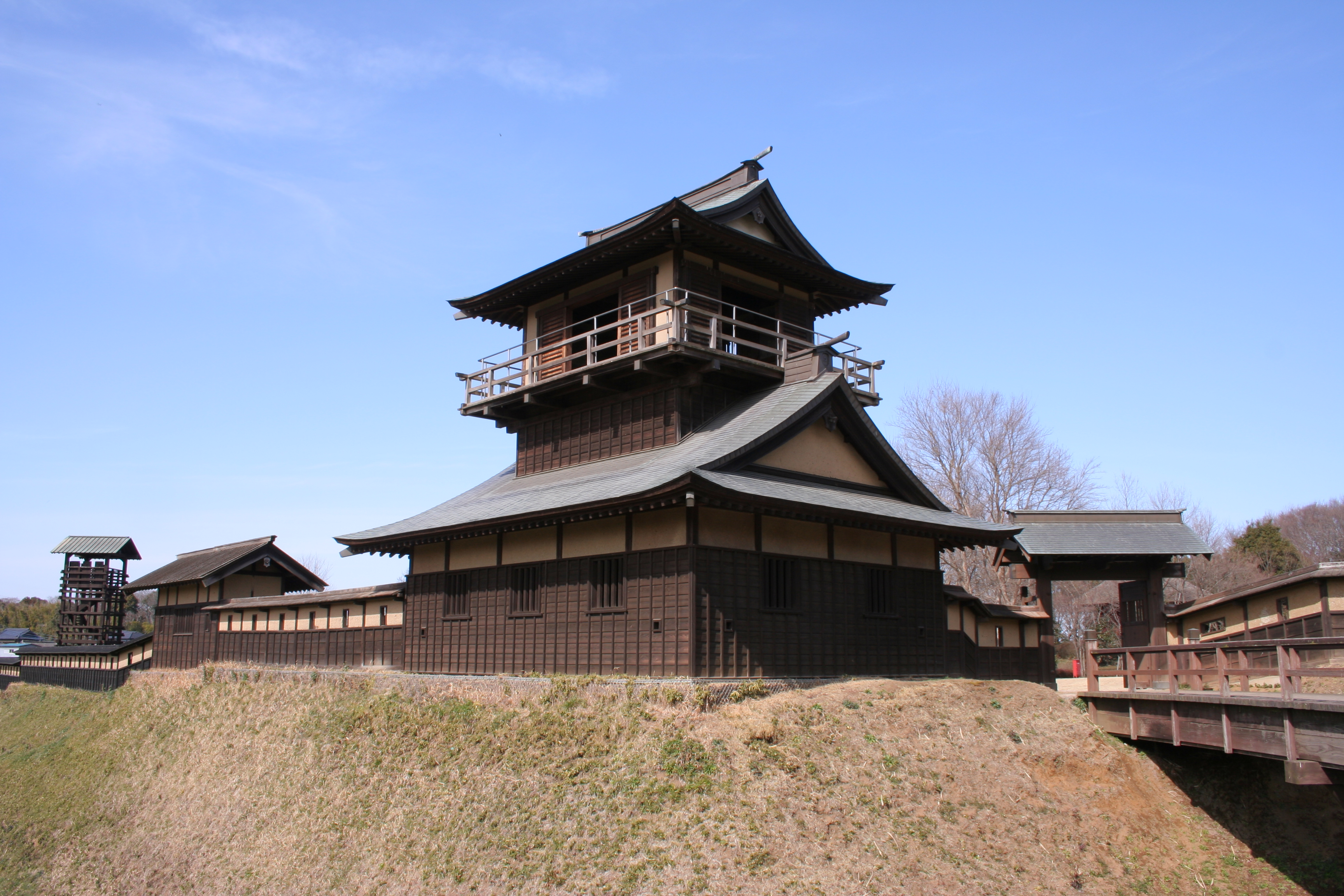
Yagura à 2 étages
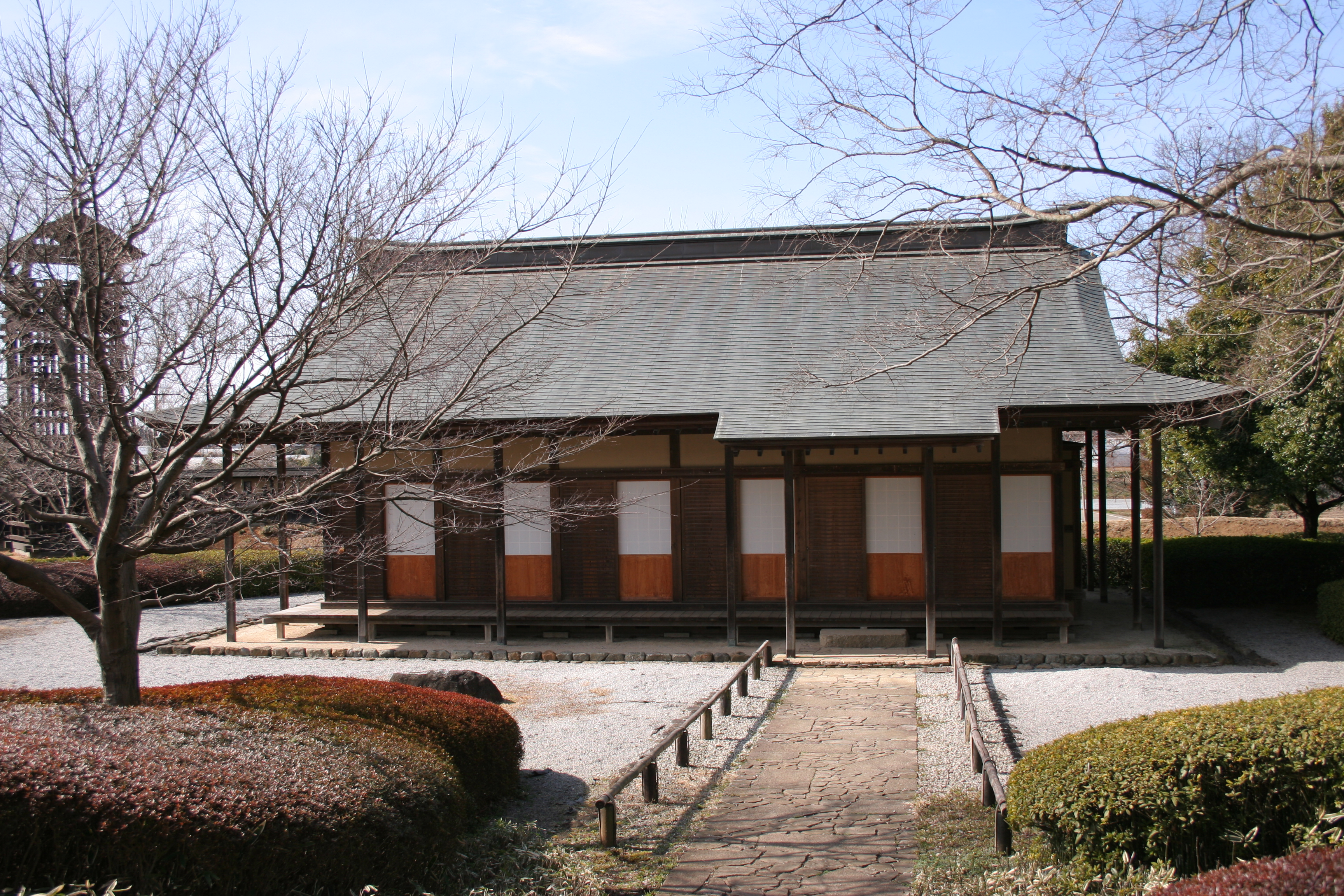
Bâtiment principal
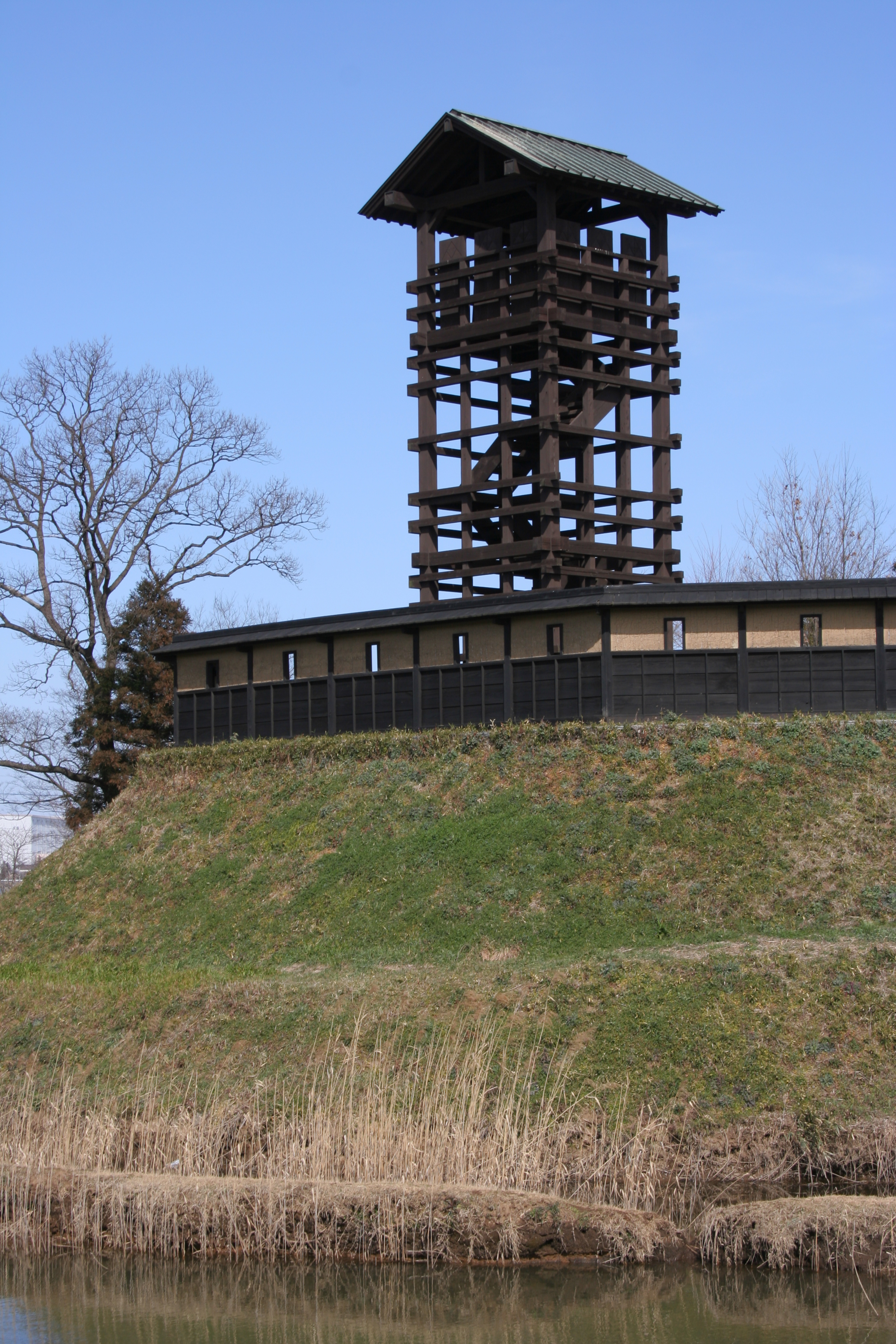
Tour de guet